# 熊旅揚
熊旅揚（1950年—），臺灣人，籍貫江西九江，媒體工作者，曾任中國電視公司新聞部主播，1970年代至1980年代曾播報《中視晚間新聞》，1990年代起擔任節目《大陸尋奇》主持人至今。

## 簡史
熊旅揚就讀銘傳女子商業專科學校銀行保險科一年級時，曾經主持民防廣播電台兩個節目《市政廳》、《風靡音樂》長達兩年多。1969年，銘傳舉行畢業考試時，適逢中國廣播公司（中廣）招考播音員；順利通過考試。畢業典禮後第二天赴中廣上班。隨著中視的籌備開播被調到中視，到光啟社受訓後，成為中視第一位女播音員。中視試播期間每天晚上試播1小時的彩色節目介紹中視節目，共播15天，主持人是熊旅揚。
熊旅揚在中視受訓完畢，被分發至節目部兩年。中視新聞部唯一的女記者楊文華離職之後，熊旅揚被調到新聞部。中視新聞雜誌節目《六十分鐘》第一代主持人王曉祥被行政院新聞局派赴美國華盛頓特區任新職，熊旅揚成為《六十分鐘》第二代主持人，才讓熊旅揚逐漸打開知名度。1983年，《六十分鐘》因節目時間延長為九十分鐘而改名《九十分鐘》（《民生報》、《大成報》等當年眾多讀者投書建議而異動），不久定名為《中視新聞週刊》；《中視新聞週刊》新增的單元〈當前話題〉也是熊旅揚負責的，而當時熊旅揚也擔任《中視晚間新聞》每週一至週五的主播。
1990年，熊旅揚自中視新聞主播台退休，轉任中視社教節目《大陸尋奇》主持人至今。2013年，熊旅揚口白演出公共電視文化事業基金會賀歲片《穿越101》。

## 曾擔任播報及主持節目
| 時間                        | 頻道         | 節目                                               | 備註                                                           |
|                             | 民防廣播電台 | 《市政廳》                                         |                                                                |
|                             | 民防廣播電台 | 《風靡音樂》                                       |                                                                |
| 時間待查                    | 中國電視公司 | 《今日經濟》                                       |                                                                |
| 1982年1月17日               | 中國電視公司 | 《新聞綜藝》                                       | 中視新聞1982年大年初三特別節目，與張勤、周荃、尹台澎主持       |
| 時間待查─1989年12月         | 中國電視公司 | 《中視晚間新聞》                                   |                                                                |
| 1986年10月30日─1987年2月5日 | 中國電視公司 | 《花間之歌》                                       |                                                                |
| 1988年7月7日                | 中國電視公司 | 《中國國民黨第十三次全國代表大會開會典禮實況轉播》 |                                                                |
| 1989年4月20日─時間待查      | 中國電視公司 | 《名人談國是》                                     |                                                                |
| 1989年5月29日─1989年9月3日  | 中國電視公司 | 《放眼看大陸》                                     |                                                                |
| 1978年8月25日─1992年10月9日 | 中國電視公司 | 《六十分鐘》                                       | 1983年因節目時間延長而改名為《中視新聞週刊》、又名《九十分鐘》 |
| 1994年5月1日─2001年1月6日   | 中國電視公司 | 《電視法庭》                                       |                                                                |
| 1990年8月11日至今           | 中國電視公司 | 《大陸尋奇》                                       |                                                                |
|                             | 超級電視台   | 《新聞最前線》                                     |                                                                |
| 1999年5月7日─時間待查       | 中華電視公司 | 《自在步紅塵》                                     |                                                                |

## 獲獎紀錄

### 電視金鐘獎
| 年份   | 獲提名       | 獎項                              | 結果 |
| ------ | ------------ | --------------------------------- | ---- |
| 1980年 | 《中視新聞》 | 第15屆金鐘獎新聞節目主持人獎      | 獲獎 |
| 1981年 | 《六十分鐘》 | 第16屆金鐘獎 新聞節目主持人獎     | 獲獎 |
| 1987年 | 《花間之歌》 | 第22屆金鐘獎 教育文化節目主持人獎 | 獲獎 |
| 1995年 | 《大陸尋奇》 | 第30屆金鐘獎 教育文化節目主持人獎 | 獲獎 |

## 廣告參與
- 維力食品「清香油」、「寶素齋」食用油
- 葡萄王生技「葡萄王靈芝王」、「葡萄王極品靈芝王」
- 2005年中國國民黨和平之旅紀念影片旁白
- 中華民國經濟部工商憑證【絲路篇】旁白(2009年)
- 那米哥國際旅行社【中國尋奇篇】(2014年)
- 那米哥國際旅行社【張家界健走篇】(2015年)

## 電視劇
| 年份   | 頻道 | 劇名        | 角色           |
| 2013年 | 公視 | 《穿越101》 | 穿越箱介紹旁白 |

## 電影
| 年份   | 片名           | 角色                 |
| 1998年 | 《為人民服務》 | 介紹徐玖經童年的旁白 |

## 爭議

### 賣畫糾紛遭判賠
熊旅揚被指1990年代於臺北市經營「有熊氏畫廊」（即「有熊氏藝術中心」）時受豐年豐和企業董事長石允文之託賣出黃君璧畫作《萬里長城》，後低價賣出卻未通知石允文，而被石允文以賤賣為由提告索賠差價新臺幣394萬多元。臺灣臺北地方法院查無託賣契約而判決石允文敗訴，石允文提起上訴。2015年1月，臺灣高等法院認定熊旅揚賣畫價格新臺幣90萬元未低於當時合理市價，判決熊旅揚可得佣金新臺幣9萬元、但應歸還具委任關係的石允文新臺幣81萬元。